# Interrex (Polen)
De Interrex (vertaald: tussenkoning) was een titel die vanaf 1572 traditioneel bekleed werd door de aartsbisschoppen van Gniezno in het Pools-Litouwse Gemenebest en de bisschoppen van Włocławek als hun vervangers. De titel verving de middeleeuwse titel van  Vicarius regni poloniae.

## Lijst van titeldragers
| Periode   | Interrex van het Gemenebest             |
| --------- | --------------------------------------- |
| 1572-1573 | Jakub Uchański                          |
| 1575-1576 | Jakub Uchański                          |
| 1586-1587 | Stanisław Karnkowski                    |
| 1632-1633 | Jan Wężyk                               |
| 1648-1648 | Maciej Łubieński                        |
| 1668-1669 | Mikołaj Prażmowski                      |
| 1673-1674 | Kazimierz Florian Czartoryski           |
| 1674-1674 | Andrzej Trzebicki en Stefan Wierzbowski |
| 1696-1697 | Michał Radziejowski                     |
| 1704-1705 | Michał Radziejowski                     |
| 1704-1705 | Mikołaj Święcicki                       |
| 1733-1734 | Teodor Potocki                          |
| 1763-1764 | Władysław Łubieński                     |